# Coco (bacteria)

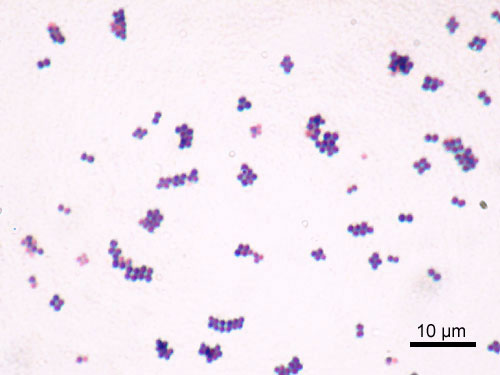
Estafilococos.

Los cocos son bacterias que tienen forma esférica. Es una de sus cuatro formas celulares, las otras son bacilos (forma de barra o vara), espirilos (forma espiral) y vibrios (forma de "gotas de agua" o de "medialuna") . Proviene del neolatín coccus, que a su vez proviene del  griego kokkos (κόκκος), que significa "baya".

## Clasificación
Como todas las bacterias, son organismos vivos. En algunas especies las células aparecen agrupadas siguiendo diferentes patrones, que son clasificados según su forma. Diplococos son las que se agrupan en pares; abarcan varios géneros diferentes. Streptococcus es un género que se agrupa en cadenas llamadas estreptococos. Sarcina es un género que se agrupa en forma cuboide en grupos de 8 células. Staphylococcus es un género agrupado en clústeres de 4 células o en forma de racimo de uvas de forma irregular, y se los llama estafilococos.